# Albaret-le-Comtal
 Albaret-le-Comtal  es una población y comuna francesa, en la región de Languedoc-Rosellón, departamento de Lozère, en el distrito de Mende y cantón de Fournels.

## Demografía
| 817 | 560 | 765 | 828 | 697 | 795 | 754 | 792 | 719 | 637 | 695 | 637 | 661 | 662 | 644 | 547 | 543 | 585 | 576 | 599 | 519 | 510 | 503 | 513 | 459 | 351 | 349 | 303 | 273 | 248 | 227 | 198 |
| Para los censos de 1962 a 1999 la población legal corresponde a la población sin duplicidades (Fuente: INSEE [Consultar]) |     |     |     |     |     |     |     |     |     |     |     |     |     |     |     |     |     |     |     |     |     |     |     |     |     |     |     |     |     |     |     |